# Albert Sing
Albert Sing, född 7 april 1917 i Eislingen/Fils, död 31 augusti 2008, tysk fotbollsspelare och fotbollstränare.
Albert Sing spelade 9 A-landskamper för Tyskland. Efter den aktiva karriären blev Sing under 1950-talet tränare. Sing var tränare för schweiziska BSC Young Boys under klubbens mest framgångsrika år på 1950-talet. Sing var även assisterande förbundskapten till Sepp Herberger när Västtyskland vann VM 1954.

## Tränaruppdrag
- BSC Young Boys
  - Schweizisk mästare
- Assisterande förbundskapten för Tysklands herrlandslag i fotboll
  - VM-guld 1954